# Andreas Sebastian von Stumpf
Andreas Sebastian Stumpf (* 11. Juli 1772 in Seßlach; † 20. April 1820 in Würzburg) war ein deutscher Archivar, Historiker und Regierungsdirektor.

## Leben und Wirken
Andreas Sebastian Stumpf arbeitete zunächst seit 1790 als Hauslehrer bei der Familie eines Bankiers in Straßburg. Ab 1794 studierte er Rechtswissenschaft, Geschichte und Diplomatik an der Universität Würzburg, wo er 1803 die Magisterwürde erlangte. Er arbeitete er zunächst als Bibliothekssekretär an der Universitätsbibliothek Würzburg, von 1799 bis 1806 war er dann Archivar am Fürstbischöflichen Archiv in Würzburg. Im Jahre 1804 wurde er Professor für Diplomatik an der Universität Würzburg. Nach kürzerer Tätigkeit an der Landesdirektion Bamberg wurde er 1808 Legationsrat im bayerischen Ministerium des Auswärtigen in München. Von 1812 bis 1817 war Stumpf am Geheimen Staatsarchiv in München als Staatsarchivar und Vorstand tätig. Im Jahre 1817 wechselte er als Regierungsdirektor an den Untermainkreis in Würzburg.
Stumpf veröffentlichte etliche Arbeiten zur Geschichte Bayerns, insbesondere des Hochstifts Würzburg. Besondere Bedeutung hat seine erstmalige Erschließung des sogenannten Volkacher Salbuchs, dessen Benennung er ebenfalls maßgeblich beeinflusste. 
Sein Sohn war der Verwaltungsjurist und Archivar Pleikard Stumpf.

## Schriften
- Eulogius Schneiders Leben und Schicksale im Vaterlande. Fleischer, Frankfurt/M. 1792 (Nachdruck: Buske, Hamburg 1978).
- Kurze Nachrichten von merkwürdigen Gelehrten des Hochstifts Wirzburg in den vorigen Jahrhunderten. Stahel, Frankfurt & Leipzig 1794.
- Topographie des fürstlich-würzburgischen Amtes Bischofsheim an der Rhone. Blank, Würzburg 1796.
- Prüfung der historischen Bemerkungen des Herrn Hofrathes Johann Adolph von Schultes über den successiven Länderzuwachs des Hochstifts Würzburg. Kölische Buchhandlung, Würzburg 1799.
- Diplomatische Geschichte der teutschen Liga im siebenzehnten Jahrhunderte. Mit Urkunden. Hoyer & Rudolphi, Erfurt 1800.
- Denkwürdigkeiten der teutschen, besonders fränkischen Geschichte. Zwei Bände. Rudolphi, Erfurt 1802.
- Darstellung des Seiner Churfürstlichen Durchlaucht zu Pfalzbaiern zustehenden Eigenthums und Wiederlosungs-Rechtes auf die den Herren Fürsten von Löwenstein-Wertheim, Leiningen, Hohenlohe-Bartenstein und Salm-Reiferscheid-Bedburg zugetheilten Städte und Aemter Rothenfels, Lauda, Jagstberg und Krautheim mit Ballenberg. o. O. 1804.
- Diplomatischer Beytrag zur Geschichte des Landsberger Bundes. Ein Beytrag zur Reichsgeschichte des 16. Jahrhunderts. Göbhardt, Bamberg 1804.
- Geschichte des hohen Kurhauses Pfalzbayern im Grundriße zu akademischen Vorlesungen entworfen. Würzburg 1804.
- (Hrsg. u. Mitautor): Historisches Archiv für Franken. Zwei Bände. Göbhardt, Bamberg 1804.
- Recht und Herkommen des wirzburgischen Lehenhofes die Ritterdienste der Vasallen betreffend. o. O. 1805.
- Kurze Geschichte der Landstände des jetzigen Grossherzogthums Wirzburg. Klebsadel, Bamberg 1808.
- Ueber Teutschlands Wiedergeburt. Geschrieben im November 1813. Leipzig 1814.
- Auch einige Worte über Teutschland's gegenwärtiges höchstes Interesse. Ein Nachtrag zu: Über Teutschland's Wiedergeburt. Leipzig 1814.
- Baierns politische Geschichte. Bd. 1. Hübschmann, München 1816.
- Diplomatischer Beytrag zur teutschen und europäischen Staatengeschichte vom westphälischen Frieden bis Ende des 17. Jahrhunderts. München 1817.